# Roma United
Der Roma United Sports Club (auch bekannt als Roma FC) ist ein  Fußballverein von den Cayman Islands. Die Männermannschaft spielt in der nationalen Fußballliga (CIFA Foster’s National League).

## Erfolge
Die erste Mannschaft der Männer hat einen nennenswerten Erfolg zu verzeichnen.
- Digicel Cup: 2007/2008